# The Fragile Art of Existence
The Fragile Art of Existence est l'unique album studio de Control Denied, un groupe de metal progressif fondé par Chuck Schuldiner, publié en 1999. 

## Production
Le groupe qui a enregistré l'album de Death, The Sound of Perseverance (TSOP) (avec le chanteur Tim Aymar ) était initialement prévu pour sortir l'album Control Denied (et avait terminé le processus d'enregistrement), bien que le bassiste Scott Clendenin ait été licencié en avril 1999. Schuldiner a contacté le collaborateur fréquent de Death et bassiste Steve DiGiorgio et lui a demandé d'enregistrer de nouvelles lignes de basse pour remplacer celles enregistrées par Clendenin. Dans certains cas, DiGiorgio a conservé les lignes de basse enregistrées par Clendenin ; il considérait cela comme une façon de « rendre la pareille », car Clendenin a conservé certaines des lignes de basse que DiGiorgio a jouées sur les démos pour TSOP. Schuldiner a fait remarquer dans une interview de Metal Maniacs en janvier 2000 que Clendenin « ne semblait tout simplement pas intéressé, je ne sais pas si c'était les morceaux ou quoi, mais il ne semblait pas heureux de ce qui se passait, donc nous avons dû le laisser partir ».

## Edition
Il est sorti dans le monde entier sur Nuclear Blast America en 1999. Metal Mind Productions a réédité l'album le 15 avril 2008 (le 11 février 2008 en Europe). La sortie a été remasterisée numériquement et limitée à 2 000 exemplaires. L'album a été réédité en 2010 par Relapse Records, disponible en éditions deux et trois disques. L'édition en trois disques était limitée à 1 000 exemplaires.
C'était également le dernier album studio de Chuck Schuldiner avant sa mort d'un cancer du cerveau le 13 décembre 2001.

## Liste des pistes
Toutes les chansons écrites par Chuck Schuldiner.
| Original release | Original release              | Original release | Original release | Original release | Original release | Original release | Original release | Original release | Original release |
| No               | Titre                         | Durée            |                  |                  |                  |                  |                  |                  |                  |
| ---------------- | ----------------------------- | ---------------- | ---------------- | ---------------- | ---------------- | ---------------- | ---------------- | ---------------- | ---------------- |
| 1.               | Consumed                      | 7:24             |                  |                  |                  |                  |                  |                  |                  |
| 2.               | Breaking the Broken           | 5:41             |                  |                  |                  |                  |                  |                  |                  |
| 3.               | Expect the Unexpected         | 7:17             |                  |                  |                  |                  |                  |                  |                  |
| 4.               | What If...?                   | 4:29             |                  |                  |                  |                  |                  |                  |                  |
| 5.               | When the Link Becomes Missing | 5:17             |                  |                  |                  |                  |                  |                  |                  |
| 6.               | Believe                       | 6:10             |                  |                  |                  |                  |                  |                  |                  |
| 7.               | Cut Down                      | 4:50             |                  |                  |                  |                  |                  |                  |                  |
| 8.               | The Fragile Art of Existence  | 9:38             |                  |                  |                  |                  |                  |                  |                  |
| 50:46            |                               |                  |                  |                  |                  |                  |                  |                  |                  |

| 2010 Relapse reissue (disc 2) | 2010 Relapse reissue (disc 2)                                 | 2010 Relapse reissue (disc 2) | 2010 Relapse reissue (disc 2) | 2010 Relapse reissue (disc 2) | 2010 Relapse reissue (disc 2) | 2010 Relapse reissue (disc 2) | 2010 Relapse reissue (disc 2) | 2010 Relapse reissue (disc 2) | 2010 Relapse reissue (disc 2) |
| No                            | Titre                                                         | Durée                         |                               |                               |                               |                               |                               |                               |                               |
| ----------------------------- | ------------------------------------------------------------- | ----------------------------- | ----------------------------- | ----------------------------- | ----------------------------- | ----------------------------- | ----------------------------- | ----------------------------- | ----------------------------- |
| 1.                            | Consumed (1999 Demo)                                          | 6:40                          |                               |                               |                               |                               |                               |                               |                               |
| 2.                            | When the Link Becomes Missing (1999 Demo)                     | 5:20                          |                               |                               |                               |                               |                               |                               |                               |
| 3.                            | The Fragile Art of Existence (1999 Demo)                      | 9:30                          |                               |                               |                               |                               |                               |                               |                               |
| 4.                            | Breaking the Broken (1999 Demo)                               | 5:44                          |                               |                               |                               |                               |                               |                               |                               |
| 5.                            | Breaking the Broken (1999 Demo) w/ Chuck Schuldiner on Vocals | 5:45                          |                               |                               |                               |                               |                               |                               |                               |
| 6.                            | Believe (1997 Demo)                                           | 6:16                          |                               |                               |                               |                               |                               |                               |                               |
| 7.                            | What If...? (1997 Demo)                                       | 4:27                          |                               |                               |                               |                               |                               |                               |                               |
| 8.                            | Cut Down (1997 Demo)                                          | 5:01                          |                               |                               |                               |                               |                               |                               |                               |
| 9.                            | Tune of Evil (Comedy Demo)                                    | 3:15                          |                               |                               |                               |                               |                               |                               |                               |
| 51:58                         |                                                               |                               |                               |                               |                               |                               |                               |                               |                               |

| 2010 Relapse reissue (disc 3) | 2010 Relapse reissue (disc 3)                                   | 2010 Relapse reissue (disc 3) | 2010 Relapse reissue (disc 3) | 2010 Relapse reissue (disc 3) | 2010 Relapse reissue (disc 3) | 2010 Relapse reissue (disc 3) | 2010 Relapse reissue (disc 3) | 2010 Relapse reissue (disc 3) | 2010 Relapse reissue (disc 3) |
| No                            | Titre                                                           | Durée                         |                               |                               |                               |                               |                               |                               |                               |
| ----------------------------- | --------------------------------------------------------------- | ----------------------------- | ----------------------------- | ----------------------------- | ----------------------------- | ----------------------------- | ----------------------------- | ----------------------------- | ----------------------------- |
| 1.                            | What If...? (1996 Demo)                                         | 4:25                          |                               |                               |                               |                               |                               |                               |                               |
| 2.                            | Cut Down (1996 Demo)                                            | 4:54                          |                               |                               |                               |                               |                               |                               |                               |
| 3.                            | Expect the Unexpected (1996 Demo)                               | 6:37                          |                               |                               |                               |                               |                               |                               |                               |
| 4.                            | Believe (1996 Demo)                                             | 6:08                          |                               |                               |                               |                               |                               |                               |                               |
| 5.                            | The Fragile Art of Existence (1996 Demo)                        | 8:25                          |                               |                               |                               |                               |                               |                               |                               |
| 6.                            | What If...? (1996 Demo)                                         | 4:23                          |                               |                               |                               |                               |                               |                               |                               |
| 7.                            | Expect the Unexpected (1996 Demo) w/ Chuck Schuldiner on Vocals | 6:51                          |                               |                               |                               |                               |                               |                               |                               |
| 8.                            | What If...? (1996 Demo) w/ Chuck Schuldiner on Vocals           | 4:25                          |                               |                               |                               |                               |                               |                               |                               |
| 9.                            | Cut Down (1996 Demo) w/ Chuck Schuldiner on Vocals              | 4:53                          |                               |                               |                               |                               |                               |                               |                               |
| 50:58                         |                                                                 |                               |                               |                               |                               |                               |                               |                               |                               |

## Crédits
- Tim Aymar – chant
- Chuck Schuldiner – guitare solo et rythmique
- Shannon Hamm – guitare solo et rythmique
- Steve DiGiorgio – basse
- Richard Christy – batterie

Musiciens supplémentaires
- Scott Clendenin – basse sur les démos de 1996 et 1997
- Chris Williams – batterie sur les démos de 1996 et 1997
- Chuck Schuldiner – chant sur les démos de 1996 et 1999

Production
- Produit par Jim Morris et Chuck Schuldiner
- Conçu, mixé et masterisé par Jim Morris